# The Anti-Vibrator Company
The Anti-Vibrator Company Ltd. war ein britischer Hersteller von Automobilen.

## Unternehmensgeschichte
Das Unternehmen aus dem Londoner Stadtteil Croydon begann 1904 mit der Produktion von Automobilen. Der Markenname lautete Imperial. 1905 endete die Produktion.

## Fahrzeuge
Im Angebot standen Elektroautos. Je ein Elektromotor mit 3 PS Leistung war in die Hinterräder montiert. Die Fahrzeuge wurden als Landaulet karosseriert.